# ヴァルター・ヤコビ
ヴァルター・ヤコビ（Walter Jacobi、1918年1月13日 - 2009年8月19日）はロケット科学者。第二次世界大戦中V2ロケットを開発したフォン・ブラウンロケットグループのメンバーだった。ペーパークリップ作戦によって1945年11月16日渡米し、1949年までFort Blissにいた。その後レッドストーン兵器廠に移ってチームと共に研究を続けた。その後アメリカ航空宇宙局マーシャル宇宙飛行センターに加わった。
一生涯、宇宙開発への協力を続け、公のイベントのも姿を見せていた。